# تاکوما هیسا
تاکوما هیسا (انگلیسی: Takuma Hisa; ۱ ژانویهٔ ۱۸۹۵ – ۱ ژانویهٔ ۱۹۸۰) یک هنرمند رزمی برجسته ژاپنی (ژاپنی) هنرهای رزمی، از شاگردان اولیه مدرسه دایتو ریو آیکی جوجوتسو و هر دو بنیانگذار آن، سوکاکو تاکدا و  آیکیدو بود.